# Enter Sandman
"Enter Sandman" é uma canção da banda norte-americana de heavy metal Metallica. lançada no seu álbum homónimo de 1991 Metallica. Foi lançado como o primeiro single do seu auto-intitulado quinto álbum, Metallica, em 1991. A música foi escrita por Kirk Hammett, James Hetfield e Lars Ulrich. O vocalista e guitarrista James Hetfield escreveu as letras, que lidam com o conceito de pesadelos de uma criança.
O single alcançou a certificação de platina por mais de 1.000.000 de cópias vendidas nos Estados Unidos, estimulando vendas de mais de 30 milhões de cópias para o álbum Metallica e impulsionando o Metallica à popularidade mundial. Aclamada pela crítica, a música é destaque em todos os álbuns ao vivo e DVDs do Metallica, lançados após 1991, e tem sido tocada ao vivo em cerimônias de premiação e concertos beneficentes.
A canção foi usada para torturar presos na prisão iraquiana de Abu Ghraib, durante a Invasão do Iraque.
A canção ficou em  5º lugar na lista "100 Maiores Canções de Hard Rock" do canal  VH1.

## Lançamento e recepção
Inicialmente, a música "Holier Than Thou" foi programada para ser a faixa de abertura e primeiro single do álbum Metallica; de acordo com o documentário A Year and a Half in the Life of Metallica, o produtor Bob Rock disse a Ulrich e Hetfield que o álbum tem "cinco ou seis músicas que vão ser clássicas", não só com os fãs, mas também no rádio, e que "a primeira música que deve sair é 'Holie Than Thou'". De acordo com Rock, Ulrich foi o único membro da banda que sentiu, mesmo antes de gravar, que "Enter Sandman" era a música ideal para ser o primeiro single. Ulrich disse que houve um "grande argumento"; no entanto, depois de explicar seu ponto de vista ao resto da banda, "Enter Sandman" acabou se tornando a faixa de abertura e primeiro single do álbum.
O single foi lançado em 30 de julho de 1991, duas semanas antes do lançamento do Metallica. O álbum estreou em primeiro lugar na Billboard 200 nos Estados Unidos e em outros nove países, e vendeu mais de 22 milhões de cópias em todo o mundo, permitindo que "Enter Sandman" se tornasse, como Chris True descreve, "um das mais reconhecidas músicas de todos os tempos do rock ". O single alcançou o 16º lugar na parada da Billboard Hot 100 e ficou em 5º lugar na UK Singles Chart. Em 30 de setembro de 1991, tornou-se o segundo single do Metallica para alcançar o status de ouro nos Estados Unidos, por enviar mais de 500.000 cópias. [21] Além das indicações recebidas pelo álbum como um todo, a canção foi nomeada para Melhor Canção de Rock no 34º Grammy Awards em 1992, perdendo para "The Soul Cages" de Sting. Também foi eleito o Song of the Year no Readers Choice Awards de 1991, da Metal Edge.
"Enter Sandman" foi aclamado pela crítica. Chris True de Allmusic declarou que "um dos melhores momentos do Metallica" e uma "explosão de metal no nível do estádio que, uma vez longe da introdução, nunca deixa de funcionar".] De acordo com ele, o colapso da música "brilhantemente utiliza a oração da hora 'Agora eu deito a dormir' de modo a adicionar ao aspecto de filme assustador da música". Steve Huey, na revisão Allmusic do Metallica, descreveu-o como uma das melhores músicas do álbum, com "grooves esmagadores e despojados". Robert Palmer da Rolling Stone descreveu "Enter Sandman" como "possivelmente a primeira canção de ninar do metal" e escreveu que a canção "conta a história" do "detalhe e [...] dinâmica, estruturas de música e impacto do indivíduo faixas ". Sid Smith, da BBC, chamou a música de "psycho-dramática" e notou que os "temas concisos noticiavam que as coisas estavam mudando" com o novo álbum do Metallica.

## Posições nas paradas
| Parada                                | Maior posição |
| ------------------------------------- | ------------- |
| Norway (VG-lista)                     | 2             |
| Canadian RPM Singles Chart            | 17            |
| Finland (Suomen virallinen lista)     | 1             |
| Polish Music Charts                   | 4             |
| UK Singles Chart                      | 5             |
| Germany (GfK Entertainment)           | 9             |
| Italy (FIMI)                          | 20            |
| Australia (ARIA Charts)               | 10            |
| Swiss Hitparade                       | 11            |
| Sweden (Sverigetopplistan)            | 14            |
| U.S. Billboard Hot 100                | 16            |
| U.S. Billboard Mainstream Rock Tracks | 10            |
| U.S. Billboard Hot Single Sales       | 4             |
| U.S. Billboard Digital Songs          | 55            |

### Certificações
| País           | Certificação |
| -------------- | ------------ |
| Canadá         | Platinum     |
| Estados Unidos | Platinum     |